# Imperial Glory
Imperial Glory (tạm dịch: Đế quốc vinh quang) là trò chơi máy tính chiến thuật thời gian thực, do Pyro Studios phát triển và Eidos xuất bản, game được chính thức phát hành vào tháng 5 năm 2005
Imperial Glory lấy bối cảnh cuộc Cách mạng Pháp và thời đại Napoleon giữa năm 1789 và 1815, cho phép người chơi lựa chọn một trong bốn đế chế lớn trong thời đại – Anh, Pháp, Áo, Nga và Phổ cùng với tham vọng kiểm soát chính trị, kinh tế, công nghệ quân sự và chinh phục các nước khác, game diễn ra trên phạm vi 55 tỉnh và 59 khu vực hàng hải ở Châu Âu, Bắc Phi và Trung Đông. Game có nhiều nét tương tự dòng Medieval: Total War và môi trường chiến đấu cả trên bộ lẫn trên biển đều được xây dựng 3D hoàn toàn và những nét đặc trưng như thủy chiến, bộ chiến có ít nhiều ảnh hưởng đến game Empire: Total War (được phát hành sau này)

## Cách chơi
Imperial Glory được xây dựng dựa trên bối cảnh hỗn loạn ở châu Âu vào những năm cuối thế kỷ 18, đầu thế kỷ 19. Người chơi sẽ nhập vai là một trong những vị hoàng đế đáng kính nhất của các cường quốc ở châu Âu như Áo, Pháp, Anh, Nga... và sẽ phải quản lý mọi thứ từ kinh tế, quân sự cũng như phải sử dụng mưu trí để giữ cho đất nước do mình cai quản luôn được yên bình và tồn tại qua khỏi giai đoạn khốc liệt này. Bất cứ ai từng chơi qua thể loại này đều biết điều quan trọng nhất không ngoài việc tạo cho mình một quân đội hùng mạnh để sẵn sàng đối đầu và đánh trả bất cứ kẻ thù nào. Mặc dù mặt hình thức cũng như cách chơi được thiết kế hiện đại và hoàn toàn mới lạ nhưng trò chơi vẫn giữ lại những tính năng quen thuộc vốn là điểm mạnh của thể loại chiến thuật cổ điển như: giao thương trao đổi hàng hoá giúp xây dựng một nền kinh tế vững mạnh cho quốc gia, khai thác hợp lý tài nguyên và nghiên cứu khoa học nhằm phát triển các kỹ thuật mới phục vụ cho kinh tế và quân đội... dĩ nhiên cũng không thể thiếu việc thiết lập các quan hệ ngoại giao vốn là một con đường hữu ích để đạt được những lợi ích quốc gia. Khi chiến tranh xảy ra, bắt buộc người chơi phải là tay chỉ huy quân đội tài ba mới có thể vượt qua và chiến thắng trong các trận chiến mang vinh quang về cho tổ quốc.
Trò chơi có giao diện khá đơn giản, dễ hiểu và sử dụng những kĩ thuật hiện đại nhất hiện nay. Theo thông tin ban đầu từ hãng sản xuất, nét nổi bật của trò chơi chính là sự kết hợp khá hoàn hảo giữa thể loại đi theo lượt và thời gian thực. Trong trò chơi, sự kết hợp này được thể hiện cụ thể, ví dụ khi ở bản đồ thế giới, người chơi sẽ phải tuân thủ nguyên tắc của thể loại chiến thuật đi theo lượt và có giao diện giống như trò Total War, tức có những vùng lãnh thổ được phân chia biên giới rõ ràng, đạo quân tượng trưng cho những quân cờ và người chơi như thể người đang đánh một ván cờ lớn mà bàn cờ chính là bản đồ thế giới vậy! Một khi những quân cờ của các quốc gia khác nhau được đặt trong cùng một vùng lãnh thổ thì lập tức xảy ra tranh chấp và người chơi tức khắc được chuyển cảnh đến những chiến trường được vẽ bằng đồ họa 3D khá nét và chi tiết, người chơi có thể xoay chuyển camera và góc nhìn tùy thích và rất dễ dàng.
Các nhà thiết kế trò Imperial Glory thực hiện khá tốt công việc của mình từ các chi tiết cho đến tính hợp lý của đồ vật, đối với linh hồn của trò chơi là các cảnh chiến trường thì càng được chăm chút hơn từ các trận đánh trên bộ cho đến các trận đánh trên biển. Cũng theo lời mô tả của những thành viên trong nhóm thiết kế, các chiến trường sẽ được xây dựng khá rộng lớn đủ để kỵ binh có cơ hội tung hoành ngang dọc, thêm vào các cảnh vật như những cánh rừng, tòa lâu đài... Ngoài mục đích làm phong phú cho cảnh nền, những cảnh vật này còn giống như các điểm tựa vững chắc và tăng thêm sức mạnh phòng thủ cho các vị tướng tài biết tận dụng chúng. Chiến trường còn được trang hoàng thêm bằng các hiệu ứng thời tiết như mưa, gió, sương mù... Các đơn vị quân và khí tài đều được thiết kế theo đúng lịch sử và rất đa dạng về binh chủng: trên bộ gồm các đạo bộ binh, kị binh, pháo binh; dưới nước có sự tham gia của rất nhiều loại thuyền chiến khác nhau và mỗi loại đều có số lượng thủy thủ và các "tuyệt chiêu" có thể nói là khắc kỵ lẫn nhau. Vì thế người chơi cần nghiên cứu kỹ trước khi quyết định sản xuất.

## Đơn vị quân trong game
Người chơi có thể sử dụng các đơn vị quân sự cơ bản có sẵn (mặc dù tên gọi khác nhau) đều giống nhau, không phụ thuộc vào quốc gia mà người chơi có kiểm soát. Để có được những đơn vị quân có thể thay đổi, ví dụ như kỵ binh lạc đà, người chơi phải nắm giữ các địa phương thích hợp. Đơn vị cơ bản (bộ binh, kỵ binh, pháo binh), một lần nữa, giống hệt với dòng Total War.
Bộ binh trong Imperial Glory đại diện bởi dân quân, tuyến bộ binh, lính ném lựu đạn, lính súng trường và lực lượng ưu tú của quốc gia người chơi (như Black Watch của Anh, vv). Kỵ binh bao gồm Dragoon, hussar và kỵ binh đánh thương, và có thể tìm thấy một vài mảnh pháo đương đại của pháo binh như súng đại bác nặng 6 pao hoặc howitzer.
Trong giai đoạn chiến dịch của game, các đơn vị được chuyển quanh bản đồ bằng cách chỉ định cho họ với một trong các loại chỉ huy - hoặc là một đội trưởng, đại tá, tướng hoặc thống chế lục quân. Mỗi lần chỉ được điều động một số lượng đơn vị quân nhất định và thúc đẩy lên thứ hạng cao hơn khi giành chiến thắng trong khi chiến đấu với quân đội đối phương.
Trong trận hải chiến, người chơi có thể chọn để sử dụng ba loại tàu chiến khác nhau. Gồm tàu tuần tra, tàu khu trục nhỏ và tàu chiến loại lớn.

## Chính sách
Ngoài việc chiến đấu, người chơi có thể tham gia hoạch định các chính sách phức tạp bao gồm nhiều tùy chọn liên minh. Nhiều loại công trình xây dựng khác nhau có thể xây được, cho phép những lợi thế nhất định để chơi hoặc cho phép tuyển dụng các đơn vị quân đội. Nghiên cứu được sử dụng để phát triển các loại đơn vị hình mới được tuyển dụng và những công trình khác nhau được xây dựng. Tuyến đường thương mại được thiết lập khá tốt, hoặc là để thương mại với các quốc gia khác hoặc trong nước. Có nhiều quốc gia khác nhau mà bạn có thể chỉ huy trong chiến dịch và tùy chọn để củng cố các công trình quan trọng trong trận chiến.

## Chiến thuật
Không giống như series game Total War (trừ Empire: Total War và Napoleon: Total War), vũ khí chính của bộ binh là súng hỏa mai, để làm giảm khả năng tham gia cận chiến của binh lính (mặc dù, tất nhiên, người chơi có thể ra lệnh cho họ mở đầu thế tấng công bằng lưỡi lê). Do đó, người chơi phải điều chỉnh chiến thuật cẩn thận trước khi bắt đầu game. Trò chơi cung cấp nhiều loại đội hình có quy mô khác nhau mà đơn vị có thể thực hiện hoặc chịu được các hoạt động chiến đấu một cách tốt hơn. Mặt khác, các khía cạnh cơ bản của cuộc chiến là tinh thần quân đội lại không được thể hiện, mà kết quả đôi khi không chính xác, không thực tế như chiến đấu đến người cuối cùng, mà trong thực tế rất hiếm khi xảy ra tại thời điểm đó.

## Đánh giá
Imperial Glory chỉ được chấm điểm khá thấp và đánh giá là game trung bình với tiềm năng lớn, nhưng chưa hoàn thiện, còn nhiều sai sót không đáng có. GameSpy, như đã nói ở trên, tường trình "Vấn đề lớn nhất của hệ thống là không có đặc điểm tinh thần. Điều này có nghĩa rằng quân của bạn cơ bản trở thành một cỗ máy tự động vô nghĩa, và không thông minh", theo như một số lời nhận xét khác thì "[Imperial Glory] cho thấy đây là game khá hứa hẹn và nhiều tiềm năng chưa được khai thác, nhưng nó cũng sở hữu khía cạnh khác cùng một thể loại chung và đã bỏ lỡ cơ hội trở thành game hay thì nói chung vẫn là một game thú vị, tuy nhiên, miễn là bạn sẵn sàng bỏ qua những sai sót.. "
Jon Wilcox của Totalvideogames.com chấm điểm 9/10 và tóm tắt nó lên: "với nhiều khía cạnh có chiều sâu và sự tinh tế cùng với một số ít các tính năng sáng tạo, Imperial Glory xứng đáng là một bảng nâng cấp kế thừa những kinh nghiệm độc đáo của Rome: Total War. "
Eurogamer ít nhiệt tình hơn và ghi nhận "đó là một game rời rạc và tệ hại. Trên bản đồ chiến lược chẳng có sự kiện gì nhiều để bạn có thể làm trong một lượt duy nhất, ngoại trừ làm vài việc vớ vẩn và bấm nút "lượt tiếp theo", trên thực tế trong bản đồ chiến thuật thời gian thực bạn không thể tăng tốc độ hoặc thời gian khi không có gì đang xảy ra hoặc tạm dừng khi phải giải quyết quá nhiều việc đến nỗi phát sốt. "
Hầu hết các nhận xét đều phê bình về những khó khăn khi quản lý thủy chiến. Các trận đánh trên bộ cũng bị chỉ trích là không có tính chiến thuật và lặp đi lặp lại, với một vài lợi thế chỉ số đơn giản và một chiến lược cơ bản cũng khiến người chơi dễ dàng giành lấy chiến thắng.

## Link bên ngoài
- Official Game site
- Windows Product Page
- Anh&section= Mac Product Page
- IgFansite.com
- Imperial Glory trên MobyGames